# Brunnhartshausen
Brunnhartshausen è una frazione del comune tedesco di Dermbach, nel Land della Turingia.

## Storia
A Brunnhartshausen furono incorporati i comuni soppressi di Föhlritz il 1º gennaio 1974 e di Steinberg il 9 gennaio 1960.
Il 1º gennaio 2019 il comune di Brunnhartshausen venne aggregato al comune di Dermbach.